# ريتشارد ماركيز
ريتشارد ماركيز (بالإنجليزية: Richard Marquis)‏ هو فنان أمريكي، ولد في 17 سبتمبر 1945.